# 木曾三柱神社
木曾三柱神社（きそみはしらじんじゃ）は、群馬県渋川市北橘町箱田にある神社。祭神は須佐之男尊、彦火々出見尊、保食神、旧社格は村社。江戸時代末に下箱田の木曾三社神社（きそさんしゃじんじゃ）から分祀されたと伝わる。桜の花が美しいことから「花の明神」と呼ばれる。

## 概要
社伝によれば、元暦元年（1184年 - 1185年）に木曾義仲が粟津の戦いで討たれた後、義仲の三男・義基、四男・義宗は一族遺臣とともに上野国の外祖父・沼田伊予守を頼ってこの地に逃れたという。彼らは塚を築いてその石室に義仲の遺品を納め将軍塚と称し、上に社殿を建てて信濃国筑摩郡の式内社である岡田・沙田・阿礼神社の3座を勧請したとされる。暦応元年（1338年）に木曾家村が木曾に移ったために神社は荒廃したが、天文年間（1532年 - 1555年）に再興されたという。
木曾三柱神社の由緒では上述のように木曾義仲遺児が移住したとの伝承を含んでいるが、本社にあたる木曾三社神社にはそのような伝承がない。また『前橋風土記』をはじめとする地誌や、木曾遺臣の子孫を称する家の旧記にも義仲子孫の移住については記述がない。
分祀の発端は、安政年間（1855年 - 1860年）、木曾三社神社の神主・高梨宮之亮と養祖父・高梨八千穂の関係が悪化したことであった。八千穂は箱田村の有力者・根井弥七郎行雄（明治維新後大区長となる）と懇意だったことから、箱田村と木曽三社神社の鎮座する下箱田村の対立へと発展した。和解の場も持たれたものの、宮之亮が実家に帰ってしまったことで、箱田村の人々や八千穂が箱田村の愛宕神社で「拝殿」と称して独自に祭祀を始めたのが木曾三柱神社である。
明治6年（1873年）村社となる。明治41年（1908年）、村内の郡玉神社、井出上神社、八幡宮、大山祇神社と境内社を合祀。明治10年（1877年）『村誌』では郡玉神社と井出上神社はそれぞれ『上野国神名帳』の「正四位下 郡玉明神」「正五位上 井出上明神」にあてられている。
前述のように社殿は将軍塚古墳の上にあり、他にも境内には朝日塚古墳が存在した。将軍塚古墳（『上毛古墳綜覧』北橘村71号）は直径約20メートルの円墳で、石室は崩壊しているものの直刀や鍔が出土している。朝日塚古墳（北橘村70号）は直径14メートルの円墳で、昭和59年（1984年）に発掘調査が行われて横穴式石室が確認され、須恵器・鍔などが出土した。

## 箱田獅子舞
木曾三柱神社で、4月第2日曜日の春の例祭で奉納される獅子舞。安政年間に木曾三柱神社が分祀された際に、高梨八千穂が自身の実家である川原（現・前橋市川原町）から伝えたものであるという。その30年ほど後に下箱田で大火があり、それ以降中止されていたが大正13年（1924年）に復活された。一人立ち3人獅子舞で、赤ウルシのカシラを端（はな）、黒ウルシのカシラを中（なか）、青ウルシのカシラを終（しまい）と呼ぶ。演目は「トヒヒ」「オカザキ」「トントチャ」「ジャジャジャン」「コロロ」などがある。獅子は腰太鼓をつけ、鉄の棒を持ったカンカチが先頭に立ち、笛と道太鼓が囃子につく。渋川市の重要無形民俗文化財に指定されている。

## 境内社・石碑
- 神明宮・愛宕神社・琴平神社・深田神社・諏訪神社・熊野神社・稲荷神社・地神社・薬玉神社[2]
- 芭蕉句碑 - 「春なれや名もなき山も朝霞」慶応4年（1868年）4月18日、根井行雄建立。碑裏に行雄の父・行広（松井素輪門下）の「冬木立空さへ春をまつものか（を）」の句がある[10]。
- 法神流剣法伝統碑 - 明治35年（1902年）4月3日建立、榎本武揚の書。楳本法神の高弟・森田与吉は箱田村の出身で、根井行雄はその弟子であった[11]。

## 文化財
群馬県指定重要文化財
- 石剣 - 全長30センチメートル、柄12センチメートル、刃18センチメートル、柄の直径15ミリメートル、刃の厚さ8ミリメートル。蛇紋岩製で、縄文時代晩期のものとみられる。昭和29年（1954年）3月30日指定[12][13]。

渋川市指定重要文化財
- 木曽義長肖像 - 平成17年（2005年）10月1日指定[12]。木曾義長（葦原検校）は木曾義仲の子孫で江戸幕府の奥医師[14]。葦原検校ゆかりの品々は、この三柱神社により保存されている。その他に、葦原検校の識語が書かれた掛軸三柵がある。これは源義仲（木曽義仲）の甲冑姿（中）および四天王といわれた楯親忠と根井行親（左）、今井兼平と樋口兼光（右）を描いた画像であり、毎年正月二十一口の義仲命日に、検校がこれを掛けて祭った由来の品である。これを収めた桐箱の内側には「妻祖宣公の像もとより家に伝へしは甲冑をよるひて 床机に座し一幅のうち左右に樋、今井の二勇士従へり文化八年二月十一日祝融の禍にか蚤りて失い後に此三幅子山村勢州より模写して剛る処なり左の弐人は楯根の井右は川棚口今井なり世に是を四天王といふ本書は木曽の興禅寺にありことし六百五拾霜の遠忌に当り表装呈修をくはふるものなり天保四年癸巳正月廿一日芦原検校英俊一敬識」と墨書されている[要出典]。

渋川市指定重要無形民俗文化財
- 箱田獅子舞 - 昭和45年（1970年）6月27日指定[12]。

## 関連文献
- 第62回伊勢神宮式年遷宮記念『渋川北群馬神社要覧』[要文献特定詳細情報]